# Alberto Mesirca
Alberto Mesirca (Galliera Veneta, 1984) è un chitarrista classico italiano.

## Biografia
Nipote dello scrittore padovano Giuseppe Mesirca, vincitore del Campiello, si è diplomato al Biennio Esecutivo Specialistico presso il Conservatorio di Castelfranco Veneto con 110, lode e menzione speciale d'onore, sotto la guida del M° Gianfranco Volpato. Ha compiuto il Konzert-Examen presso la Musikakademie di Kassel, con Wolfgang Lendle, con menzione d'onore.
Ha vinto la “Chitarra d'oro” durante il Convegno Internazionale di Alessandria “Pittaluga” (membro della WFIMC) nel 2007 per "Miglior disco dell'anno" (“Ikonostas”, M.A.P.), nel 2009 come “Giovane Promessa dell'anno” e nel 2013 per "Miglior disco dell'anno" (“British Guitar Music”, Paladino Music OG). È stato nominato “Young Artist of the Year” presso il festival di Aalborg, in Danimarca, e “Rising Star” presso il festival Gitarre Wien, di Vienna. I compositori Leo Brouwer, Dušan Bogdanović, Angelo Gilardino, Mario Pagotto hanno scritto opere a lui dedicate, ed ha eseguito la prima incisione di opere di Giulio Regondi, Claudio Ambrosini, Ivan Fedele, Carlo Boccadoro, Frantz Casséus (in collaborazione con Marc Ribot).
Suona regolarmente con Vladimir Mendelssohn, Domenico Nordio, Martin Rummel, Daniel Rowland.
È stato nominato responsabile dell'archivio musicale della Biblioteca Nazionale di Istanbul. Nel 2010, in occasione del cinquecentesimo anniversario di morte del Giorgione, ha pubblicato le Fantasie inedite di Francesco Canova da Milano contenute nel manoscritto liutistico del 1565 conservato presso l'archivio del Duomo. I componimenti sono stati scelti come installazione sonora stabile presso il Museo Giorgione.